# Beijie (häradshuvudort i Kina, Ningxia Huizu Zizhiqu, lat 39,22, long 106,77)
Beijie (kinesiska: 北街, 惠农区) är en häradshuvudort i Kina. Den ligger i den autonoma regionen Ningxia, i den nordvästra delen av landet, omkring 94 kilometer nordost om regionhuvudstaden Yinchuan. Antalet invånare är 185 803. Befolkningen består av 89 501 kvinnor och 96 302 män. Barn under 15 år utgör 15,0 %, vuxna 15-64 år 74 %, och äldre över 65 år 9,0 %.
Runt Beijie är det ganska tätbefolkat, med 70 invånare per kvadratkilometer. Beijie är det största samhället i trakten. Trakten runt Beijie består i huvudsak av gräsmarker.
Genomsnittlig årsnederbörd är 292 millimeter. Den regnigaste månaden är juli, med i genomsnitt 64 mm nederbörd, och den torraste är januari, med 1 mm nederbörd.